# Ctimene interruptata
Ctimene interruptata är en fjärilsart som beskrevs av Warren. Ctimene interruptata ingår i släktet Ctimene och familjen mätare. Inga underarter finns listade i Catalogue of Life.